# Louise Mandrell

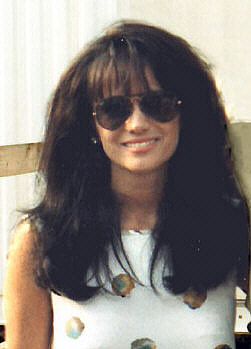
Louise Mandrell (1993)

Thelma Louise Mandrell (* 13. Juli 1954 in Corpus Christi, Texas) ist eine US-amerikanische Country-Sängerin und -Musikerin, die vor allem in den 1980er Jahren erfolgreich war.

## Biografie
Louise Mandrell wuchs in einer sehr musikalischen Familie auf. Sie sang und spielte zunächst bei der Familiengruppe The Mandrells, der auch ihre Schwestern Barbara und Irlene angehörten. Als sie 15 Jahre alt war, schloss sie sich den Do-Rites an, der Background-Gruppe ihrer Schwester Barbara. Wie diese ist sie auch eine Multiinstrumentalistin und spielt unter anderem Fiddle, Schlagzeug, Akkordeon, Geige und Bassgitarre. Ende der 1970er Jahre erhielt sie ihren ersten Schallplattenvertrag bei Epic. Sie heiratete den Sänger R. C. Bannon, mit dem sie vier Duettalben aufnahm und später zu RCA wechselte.
Ab 1978 war Mandrell in den Country-Charts vertreten, zunächst jedoch nur auf hinteren Plätzen. 1979 gelang ihr an der Seite von R. C. Bannon mit einem Cover der Soul-Ballade Reunited, im Original von Peaches & Herb, ein erster Top-15-Erfolg. Ein weiterer Top-20-Hit folgte erst 1982 nach dem Wechsel zu RCA mit Some of My Best Friends Are Old Songs. Außerdem wurde sie 1981 als beste Newcomerin bei den TNN Awards ausgezeichnet. Die steigende Erfolgskurve hatte Louise auch der Mitwirkung an der für den Golden Globe nominierten Fernsehshow Barbara Mandrell and the Mandrell Sisters zu verdanken, die von 1980 bis 1982 ausgestrahlte wurde und die drei Schwestern vereinte.
Mit Save Me folgte 1983 der erste Top-10-Hit, dem mit Too Hot to Sleep (1983), I’m Not Through Loving You Yet (1984), Maybe My Baby, I Wanna Say Yes (beide 1985) weitere folgten. Insgesamt gelangen ihr bis 1988 29 Hits in den Country-Charts. Zuletzt wurde sie an der Seite des Pop-Sängers Eric Carmen notiert, mit dem sie das Duett As Long As We Got Each Other sang. Das Lied stammte aus der Sitcom Unser lautes Heim. Zuvor hatte Mandrell bereits die Carmen-Kompositionen Maybe My Baby und I Wanna Hear It from Your Lips als Singles veröffentlicht. Der veränderte Geschmack des Country-Publikums – in Nashville übernahm der Neo-Traditionalismus die Vormachtstellung – sorgte dafür, dass Mandrell nicht mehr an die vorherigen Erfolge anknüpfen konnte.
Nachdem ihre Karriere den kommerziellen Zenit überschritten hatte, blieb Mandrell bis in die 1990er Jahre als Künstlerin aktiv und ging regelmäßig auf Tournee. Ab 1997 entschied sie sich mehr Zeit mit ihrer Familie zu verbringen. Sie eröffnete ihr eigenes Louise Mandrell Theater in Pigeon Forge, Tennessee, gab das touren auf und trat bis 2005 dort auf. Danach verkaufte sie das Theater.
Nach einer langen Albumpause erschien 2019 Playing Favorites, auf dem sie Klassiker der Country-Musik neu interpretiert.

## Privat
Mandrell war von 1971 bis 1973 mit Ronald Shaw verheiratet. Eine zweite Ehe mit Gary Lamar Buck von der Country-Band The Four Guys hielt von 1975 bis 1978. Zwischen 1979 und 1991 folgte die Ehe mit ihrem Country-Kollegen R. C. Bannon. Seit 1993 ist sie mit dem Entertainment-Direktor von Opryland, John Haywood (* 1949/1950), verheiratet. Sie hat eine Tochter mit R. C. Bannon.

## Diskografie

### Studioalben
| Jahr | Titel                                           | Höchstplatzierung, Gesamtwochen, AuszeichnungChartsChartplatzierungen (Jahr, Titel, Platzierungen, Wochen, Auszeichnungen, Anmerkungen) | Anmerkungen      |
| Jahr | Titel                                           | Country | Anmerkungen      |
| ---- | ----------------------------------------------- | --- | ---------------- |
| 1982 | Me and My R.C.                                  | Country20 (19 Wo.)Country | mit R. C. Bannon |
| 1982 | You’re My Super Woman, You’re My Incredible Man | Country44 (6 Wo.)Country | mit R. C. Bannon |
| 1983 | Close Up                                        | Country30 (35 Wo.)Country |                  |
| 1983 | Too Hot to Sleep                                | Country26 (14 Wo.)Country |                  |
| 1984 | I’m Not Through Loving You Yet                  | Country54 (18 Wo.)Country |                  |
| 1985 | Maybe My Baby                                   | Country60 (12 Wo.)Country |                  |

Weitere Studioalben
- 1978: Louise Mandrell
- 1979: Inseparable (mit R. C. Bannon)
- 1980: Love Won’t Let Us Let Go (mit R. C. Bannon)
- 1987: Dreamin’
- 1997: Winter Wonderland
- 1998: Personal
- 2019: Playing Favorites

### Kompilationen
- 1981: Louise Mandrell
- 1983: The Best of Louise Mandrell & R. C. Bannon
- 1987: The Best of Louise Mandrell
- 1998: Anthology
- 2001: Sisters in Song (mit Barbara Mandrell)

### Singles
| Jahr | Titel Album                                                                           | Höchstplatzierung, Gesamtwochen, AuszeichnungChartsChartplatzierungen (Jahr, Titel, Album, Platzierungen, Wochen, Auszeichnungen, Anmerkungen) | Anmerkungen      |
| Jahr | Titel Album                                                                           | Country | Anmerkungen      |
| ---- | ------------------------------------------------------------------------------------- | --- | ---------------- |
| 1978 | Put It on Me                                                                          | Country77 (5 Wo.)Country |                  |
| 1979 | Everlasting Love                                                                      | Country69 (5 Wo.)Country |                  |
| 1979 | I Never Loved Anyone Like I Loved You                                                 | Country72 (5 Wo.)Country |                  |
| 1979 | I Thought You’d Never Ask Inseparable                                                 | Country46 (8 Wo.)Country | mit R. C. Bannon |
| 1979 | Reunited Inseparable                                                                  | Country13 (12 Wo.)Country | mit R. C. Bannon |
| 1979 | We Love Each Other Inseparable                                                        | Country48 (8 Wo.)Country | mit R. C. Bannon |
| 1980 | Wake Me Up                                                                            | Country63 (5 Wo.)Country |                  |
| 1980 | Beggin’ for Mercy                                                                     | Country82 (4 Wo.)Country |                  |
| 1980 | Love Insurance                                                                        | Country61 (6 Wo.)Country |                  |
| 1981 | Where There’s Smoke There’s Fire Me and My R. C.                                      | Country35 (11 Wo.)Country | mit R. C. Bannon |
| 1982 | (You Sure Know Your Way) Around My Heart Me and My R. C.                              | Country35 (12 Wo.)Country | mit R. C. Bannon |
| 1982 | Our Wedding Band Me and My R. C.                                                      | Country56 (7 Wo.)Country | mit R. C. Bannon |
| 1982 | Some of My Best Friends Are Old Songs You’re My Super Woman, You’re My Incredible Man | Country20 (15 Wo.)Country |                  |
| 1982 | Romance You’re My Super Woman, You’re My Incredible Man                               | Country22 (16 Wo.)Country |                  |
| 1983 | Save Me Close Up                                                                      | Country6 (17 Wo.)Country |                  |
| 1983 | Too Hot to Sleep                                                                      | Country10 (19 Wo.)Country |                  |
| 1983 | Runaway Heart Too Hot to Sleep                                                        | Country13 (17 Wo.)Country |                  |
| 1983 | Christmas Is Just a Song for Us This Year A Country Christmas                         | Country35 (7 Wo.)Country |                  |
| 1984 | I’m Not Through Loving You Yet                                                        | Country7 (20 Wo.)Country |                  |
| 1984 | Goodbye Heartache I’m Not Through Loving You Yet                                      | Country24 (15 Wo.)Country |                  |
| 1984 | This Bed’s Not Big Enough I’m Not Through Loving You Yet                              | Country52 (12 Wo.)Country |                  |
| 1985 | Maybe My Baby                                                                         | Country8 (19 Wo.)Country |                  |
| 1985 | I Wanna Say Yes Maybe My Baby                                                         | Country5 (21 Wo.)Country |                  |
| 1985 | Some Girls Have All the Luck Maybe My Baby                                            | Country22 (17 Wo.)Country |                  |
| 1986 | I Wanna Hear It from Your Lips Dreamin’                                               | Country35 (11 Wo.)Country |                  |
| 1987 | Do I Have to Say Goodbye Dreamin’                                                     | Country28 (13 Wo.)Country |                  |
| 1987 | Tender Time Dreamin’                                                                  | Country74 (3 Wo.)Country |                  |
| 1988 | As Long As We Got Each Other The Best of Louise Mandrell                              | Country51 (9 Wo.)Country | mit Eric Carmen  |

Weitere Singles
- 1975: Armadillo
- 1991: Jean Paul